# 不受不施義
不受不施義（ふじゅふせぎ）とは、日蓮による思想の1つで、不受とは法華経信者でない者から布施を受けないこと、不施とは法華経信者でない者に供養を施さないこと。
日蓮の法華経に対する純粋な姿勢も、室町時代に入ると宗派が勢力を拡大していく過程で、他宗派と妥協したり、他宗派の信者からの施しを受けるなど、次第に変質していった。このような状況の中で、室町幕府6代将軍足利義教の頃「鍋かむりの日親」とあだ名された日親が不受不施を主張した。
日蓮宗は安土桃山時代に豊臣秀吉が命じた方広寺（京の大仏）での千僧供養に出仕するかどうかで、受不施派と日奥らの不受不施派に分裂した。その後不受不施派はキリスト教と同じく「邪宗門」と位置付けられて江戸時代を通じて禁圧を受け、地下に潜伏することを余儀無くされた。そのような状況の中でも派内で内紛が生じ、明治時代になって日蓮宗不受不施派として再興される日堯らの導師派の系統と、同じく明治時代に不受不施日蓮講門宗となる日講らの不導師派（講門派）の系統に分裂し、さらに幾つかの派に分派した。